# Самощенко, Иван Сергеевич
Иван Сергеевич Самощенко (29 октября 1925, Гуляй-Борисовка, Мечетинский район, Ростовская область — 17 июня 1992, Москва) — советский юрист, специалист по теории государства и права; доктор юридических наук, профессор, директор ВНИИ советского законодательства, первый заместитель министра юстиции СССР, заслуженный деятель науки РСФСР (1975),  один из авторов текста Конституции СССР (1977).

## Биография
Иван Самощенко родился 29 октября 1925 года в станице Гуляй-Борисовка (Мечетинский район, Ростовская область). Участник Великой Отечественной войны . Начав войну в 1943 году красноармейцем, закончил её гвардии младшим лейтенантом.  В январе 1945 года был тяжело ранен осколком снаряда в голову, потерял зрение на правом глазу. После войны, в 1952 году, окончил Московский юридический институт (с отличием). Через три года, в 1955, защитил в Московском государственном университете имени М. В. Ломоносова (МГУ) кандидатскую диссертацию, выполненную под научным руководством профессора Николая Григорьевича Александрова, по теме «Правоохранительная деятельность советского государства как важнейшее средство обеспечения социалистической законности» — стал кандидатом юридических наук.
В 1956 году  начал работать в журнале «Советское государство и право»; а с 1960-х годов по 1978 год он трудился во Всесоюзном институте юридических наук (позднее — во ВНИИ советского законодательства). Начал карьеру старшим научным сотрудником, а закончил — директором института. В 1964 году он успешно защитил на юридическом факультете МГУ докторскую диссертацию по теме «Понятие правонарушения по советскому законодательству» — стал доктором юридических наук. В 1978 году стал заместителем Министра юстиции СССР, а позднее — первым заместитель Министра юстиции. Получил почётное звание «Заслуженный деятель науки РСФСР», академик Международной академии сравнительного права.
Скончался 17 июня 1992 года.

## Государственные награды
- Орден Октябрьской Революции
- 2 Ордена Отечественной войны I степени
- Орден Отечественной войны II степени
- Орден Трудового Красного Знамени
- Орден Знак Почёта
- Орден Красной Звезды
- Орден Славы III степени

## Работы
Иван Самощенко являлся автором и соавтором более 150 научных работ, включая несколько монографий; специализировался на вопросах философии права и проблемах, связанных с общей теорией государства и права; занимался вопросами информатизации (компьютеризации) и систематизации советского законодательства. Под его руководством был издан Свод законов СССР:
- «Охрана режима законности Советским государством» (М., 1960);
- «Понятие правонарушения по советскому законодательству» (М., 1963);
- «Ответственность по советскому законодательству» (М., 1971) (в соавт. с М. Х. Фарукшиным);
- «Теоретические вопросы систематизации советского законодательства» (М., 1962);
- «Общая теория советского права» (М., 1966);
- «Подготовка и издание систематических собраний действующего законодательства» (М., 1969);
- «Становление основ общесоюзного законодательства» (М., 1972);
- «Свод законов Советского государства» (М., 1981).